# Mayhem (album)
Mayhem – siódmy album studyjny amerykańskiej piosenkarki Lady Gagi. Został wydany 7 marca 2025 roku nakładem Streamline i Interscope Records. Podczas tworzenia albumu Gaga współpracowała z takimi producentami jak: Andrew Watt, Cirkut i Gesaffelstein, co zaowocowało albumem będącym „chaotycznym połączeniem gatunków”, obejmującym synth pop, disco, industrial pop, rock i dance-pop.
Mayhem zostało poprzedzone wydaniem dwóch singli. Jej główny singiel „Disease” został wydany 25 października 2024 r., a „Abracadabra” pojawił się jako drugi singiel 3 lutego 2025 r., osiągając piąte miejsce na liście Billboard Global 200 i trzynaste miejsce na amerykańskiej liście Billboard Hot 100. Na płycie znalazł się także nagrodzony Grammy numer jeden na świecie singiel „Die with a Smile” w duecie z Bruno Marsem. Mayhem znalazł się na czołowych miejscach list przebojów w 23 krajach i dotarł do pierwszej dziesiątki w Danii, Francji, Islandii, Litwie, Holandii i Szwecji. Osiągnął największą sprzedaż albumu kobiecego w pierwszym tygodniu roku w Stanach Zjednoczonych w 2025 roku.
Mayhem zyskał uznanie krytyków, a recenzenci uznali go za mocny powrót do formy do popowych korzeni Gagi, w szczególności do The Fame (2008). Recenzenci zwrócili uwagę na produkcję, różnorodność stylistyczną, spójność albumu i zauważyli inspiracje stylistyczne takimi artystami jak David Bowie, Madonna, Michael Jackson, Prince, Radiohead, Nine Inch Nails i Siouxsie and the Banshees. Stało się to jej najwyżej ocenianym wydawnictwem na Metacritic. Gaga promowała album w 2025 roku serią koncertów, w tym występem jako headliner na Coachelli, bezpłatnym występem w Brazylii, w którym wzięło udział 2,5 miliona ludzi. oraz koncertami w Meksyku i Singapurze. Będzie go dalej wspierać podczas swojej ósmej trasy koncertowej Mayhem Ball.

## Produkcja
Album został nagrany w studiu Shangri-La Ricka Rubina w Malibu w Kalifornii. Albumowi towarzyszyło wydanie dwóch singli. Główny singiel „Disease” został wydany 25 października 2024 roku. „Abracadabra” została drugim singlem, który ukazał się 3 lutego 2025 r. i znalazł się w pierwszej dwudziestce listy przebojów US Billboard Hot 100. Na płycie Mayhem pojawił się również utwór „Die with a Smile” z udziałem Bruna Marsa, który zdobył nagrodę Grammy w kategorii „Najlepszy występ popowy duetu/grupy” podczas 67. ceremonii rozdania nagród Grammy.

## Odbiór
Mayhem spotkał się z uznaniem krytyków, którzy uznali album za mocny powrót Gagi do jej popowych korzeni, w szczególności do The Fame (2008). Recenzenci chwalili produkcję, różnorodność stylistyczną, spójność i artystyczną śmiałość, zauważając inspiracje takimi artystami jak David Bowie, Madonna, Michael Jackson i Blondie, choć niektórzy krytykowali różnicę między tonem singli a całym albumem, określając to mianem „przynęty i podmiany”.

## Lista utworów
| Edycja standardowa | Edycja standardowa                   | Edycja standardowa                                                                              | Edycja standardowa                            | Edycja standardowa |
| Nr                 | Tytuł utworu                         | Autorzy                                                                                         | Produkcja                                     | Długość            |
| ------------------ | ------------------------------------ | ----------------------------------------------------------------------------------------------- | --------------------------------------------- | ------------------ |
| 1.                 | „Disease”                            | Lady Gaga · Andrew Watt · Henry Walter · Michael Polansky                                       | Gaga · Watt · Cirkut                          | 3:50               |
| 2.                 | „Abracadabra”                        | Gaga · Watt · Walter · Susan Janet Ballion · Pete Edward Clarke · Steven Severin · John McGeoch | Gaga · Watt · Cirkut                          | 3:44               |
| 3.                 | „Garden of Eden”                     | Gaga · Watt · Mike Lévy · Walter                                                                | Gaga · Gesaffelstein · Watt · Cirkut          | 4:00               |
| 4.                 | „Perfect Celebrity”                  | Gaga · Watt · Walter · Lévy                                                                     | Gaga · Watt · Cirkut                          | 3:50               |
| 5.                 | „Vanish into You”                    | Gaga · Watt · Walter · Polansky                                                                 | Gaga · Watt · Cirkut                          | 4:05               |
| 6.                 | „Killah” (z Gesaffelstein)           | Gaga · Watt · Lévy · Walter                                                                     | Gaga · Gesaffelstein · Watt · Cirkut          | 3:31               |
| 7.                 | „Zombieboy”                          | Gaga · Watt · Walter · James Fauntleroy                                                         | Gaga · Watt · Cirkut                          | 3:34               |
| 8.                 | „LoveDrug”                           | Gaga · Watt · Walter · Polansky                                                                 | Gaga · Watt · Cirkut                          | 3:14               |
| 9.                 | „How Bad Do U Want Me”               | Gaga · Watt · Polansky · Walter                                                                 | Gaga · Watt · Cirkut                          | 3:59               |
| 10.                | „Don't Call Tonight”                 | Gaga · Watt · Walter · Polansky                                                                 | Gaga · Watt · Cirkut                          | 3:46               |
| 11.                | „Shadow Of A Man”                    | Gaga · Watt · Walter                                                                            | Gaga · Watt · Cirkut                          | 3:20               |
| 12.                | „The Beast”                          | Gaga · Watt · Walter · Polansky                                                                 | Gaga · Watt · Cirkut                          | 3:55               |
| 13.                | „Blade Of Grass”                     | Gaga · Watt · Lévy · Polansky                                                                   | Gaga · Watt · Gesaffelstein                   | 4:18               |
| 14.                | „Die With A Smile” (z Brunem Marsem) | Gaga · Bruno Mars · Dernst "D'Mile" Emile II · Watt · Fauntleroy                                | Gaga · Mars · Dernst "D'Mile" Emile II · Watt | 4:12               |
|                    |                                      |                                                                                                 |                                               | 53:18              |

## Notowania i certyfikaty
| Lista przebojów (2025)              | Najwyższa pozycja |
| ----------------------------------- | ----------------- |
| Australia (ARIA Charts)             | 1                 |
| Austria (Ö3 Austria Top 40)         | 1                 |
| Belgia (Ultratop Flandria)          | 1                 |
| Belgia (Ultratop Walonia)           | 1                 |
| Chorwacja (HDU)                     | 1                 |
| Czechy (ČNS IFPI)                   | 1                 |
| Dania (Album Top-40)                | 3                 |
| Finlandia (Suomen virallinen lista) | 1                 |
| Francja (SNEP)                      | 1                 |
| Hiszpania (PROMUSICAE)              | 1                 |
| Holandia (MegaCharts)               | 2                 |
| Irlandia (IRMA)                     | 1                 |
| Islandia (Tonlist)                  | 6                 |
| Japonia (Oricon)                    | 14                |
| Japonia Combined Albums (Oricon)    | 17                |
| Kanada (Billboard Canadian Albums)  | 1                 |
| Litwa (AGATA)                       | 3                 |
| Niemcy (Media Control Charts)       | 1                 |
| Norwegia (VG-lista)                 | 1                 |
| Nowa Zelandia (Recorded Music NZ)   | 1                 |
| Polska OLiS (ZPAV)                  | 1                 |
| Portugalia (AFP)                    | 1                 |
| Słowacja (ČNS IFPI)                 | 1                 |
| Stany Zjednoczone (Billboard 200)   | 1                 |
| Szwajcaria (Alben Top 100)          | 1                 |
| Szwecja (Sverigetopplistan)         | 2                 |
| Węgry (MAHASZ)                      | 1                 |
| Wielka Brytania (OCC)               | 1                 |
| Włochy (FIMI)                       | 1                 |

| Kraj                  | Certyfikat      | Sprzedaż |
| --------------------- | --------------- | -------- |
| Belgia (BEA)          | złota płyta     | 10 000+  |
| Francja (SNEP)        | złota płyta     | 50 000+  |
| Kanada (Music Canada) | złota płyta     | 40 000+  |
| Polska (ZPAV)         | platynowa płyta | 30 000+  |
| Wielka Brytania (BPI) | złota płyta     | 100 000+ |